# Konfederační pohár FIFA 2001
Konfederační pohár FIFA 2001 byl 5. ročníkem Konfederačního poháru FIFA. Konal se ve Japonsku a Jižní Koreji od 30. května do 10. června 2003. Vítězem se stala reprezentace Francie.

## Stadiony

### Jižní Korea
| Město | Stadion                 | Kapacita |
| ----- | ----------------------- | -------- |
| Ulsan | Ulsan Munsu Stadium     | 48 000   |
| Suwon | Suwon World Cup Stadium | 52 000   |
| Tegu  | Daegu Stadium           | 65 000   |

### Japonsko
| Město    | Stadion                        | Kapacita |
| -------- | ------------------------------ | -------- |
| Jokohama | Yokohama International Stadium | 72 000   |
| Kašima   | Kashima Soccer Stadium         | 52 000   |
| Niigata  | Tōhoku Denryoku Stadium        | 49 000   |

## Kvalifikované týmy
- Jižní Korea (hostitel)
- Japonsko (hostitel, vítěz Mistrovství Asie ve fotbale 2000)
- Kanada (vítěz Zlatého poháru CONCACAF 2000)
- Brazílie (vítěz Copa América 1999)
- Kamerun (vítěz Afrického poháru národů 2000)
- Francie (vítěz Mistrovství Evropy ve fotbale 2000 a vítěz Mistrovství světa ve fotbale 1998)
- Mexiko (vítěz Konfederačního poháru FIFA 1999)
- Austrálie (vítěz Oceánského poháru národů 2000)

## Základní skupiny

### Skupina A
| Tým         | Z | V | R | P | GV | GI | +/- | B |
| ----------- | - | - | - | - | -- | -- | --- | - |
| Francie     | 3 | 2 | 0 | 1 | 9  | 1  | +8  | 6 |
| Austrálie   | 3 | 2 | 0 | 1 | 3  | 1  | +2  | 6 |
| Jižní Korea | 3 | 2 | 0 | 1 | 3  | 6  | -3  | 6 |
| Mexiko      | 3 | 0 | 0 | 3 | 1  | 8  | -7  | 0 |

| 30. května 2001 17:00 UTC+9                               |          |             |                                                                                  |
| Francie                                                   | 5 – 0    | Jižní Korea | Daegu World Cup Stadium, Tegu diváci: 61,500 rozhodčí: Gamal Al-Ghandour (Egypt) |
| Marlet 9' Vieira 19' Anelka 34' Djorkaeff 80' Wiltord 90' | (Report) |             | Daegu World Cup Stadium, Tegu diváci: 61,500 rozhodčí: Gamal Al-Ghandour (Egypt) |

| 30. května 2001 19:30 UTC+9 |          |                      |                                                                                     |
| Mexiko                      | 0 – 2    | Austrálie            | Suwon World Cup Stadium, Suwon diváci: 6,232 rozhodčí: Felix Tangawarima (Zimbabwe) |
|                             | (Report) | Murphy 20' Skoko 54' | Suwon World Cup Stadium, Suwon diváci: 6,232 rozhodčí: Felix Tangawarima (Zimbabwe) |

| 1. června 2001 17:00 UTC+9 |          |         |                                                                                  |
| Austrálie                  | 1 – 0    | Francie | Daegu World Cup Stadium, Tegu diváci: 44,400 rozhodčí: Carlos Batres (Guatemala) |
| Zane 60'                   | (Report) |         | Daegu World Cup Stadium, Tegu diváci: 44,400 rozhodčí: Carlos Batres (Guatemala) |

| 1. června 2001 19:30 UTC+9           |          |                 |                                                                          |
| Jižní Korea                          | 2 – 1    | Mexiko          | Munsu Cup Stadium, Ulsan diváci: 41,550 rozhodčí: Hugh Dallas (Scotland) |
| Hwang Sun-Hong 56' Yoo Sang-Chul 90' | (Report) | Víctor Ruiz 81' | Munsu Cup Stadium, Ulsan diváci: 41,550 rozhodčí: Hugh Dallas (Scotland) |

| 3. června 2001 19:30 UTC+9             |          |        |                                                                                      |
| Francie                                | 4 – 0    | Mexiko | Munsu Cup Stadium, Ulsan diváci: 28,864 rozhodčí: Ali Bujsaim (United Arab Emirates) |
| Wiltord 9' Carrière 63', 84' Pirès 71' | (Report) |        | Munsu Cup Stadium, Ulsan diváci: 28,864 rozhodčí: Ali Bujsaim (United Arab Emirates) |

| 3. června 2001 19:30 UTC+9 |          |           |                                                                               |
| Jižní Korea                | 1 – 0    | Austrálie | Suwon World Cup Stadium, Suwon diváci: 42,754 rozhodčí: Oscar Ruiz (Colombia) |
| Hwang Sun-Hong 24'         | (Report) |           | Suwon World Cup Stadium, Suwon diváci: 42,754 rozhodčí: Oscar Ruiz (Colombia) |

### Skupina B
| Tým      | Z | V | R | P | GV | GI | +/- | B |
| -------- | - | - | - | - | -- | -- | --- | - |
| Japonsko | 3 | 2 | 1 | 0 | 5  | 0  | +5  | 7 |
| Brazílie | 3 | 1 | 2 | 0 | 2  | 0  | +2  | 5 |
| Kamerun  | 3 | 1 | 0 | 2 | 2  | 4  | -2  | 3 |
| Kanada   | 3 | 0 | 1 | 2 | 0  | 5  | -5  | 1 |

| 31. května 2001 17:00 UTC+9 |          |         |                                                                                |
| Brazílie                    | 2 – 0    | Kamerun | Kashima Soccer Stadium, Kašima diváci: 10,519 rozhodčí: Hellmut Krug (Germany) |
| Washington 53' Miguel 57'   | (Report) |         | Kashima Soccer Stadium, Kašima diváci: 10,519 rozhodčí: Hellmut Krug (Germany) |

| 31. května 2001 19:30 UTC+9         |          |        |                                                                              |
| Japonsko                            | 3 – 0    | Kanada | Niigata Stadium, Niigata diváci: 39,006 rozhodčí: Simon Micallef (Australia) |
| Ono 57' Nishizawa 60' Morishima 88' | (Report) |        | Niigata Stadium, Niigata diváci: 39,006 rozhodčí: Simon Micallef (Australia) |

| 2. června 2001 17:00 UTC+9 |          |          |                                                                        |
| Kanada                     | 0 – 0    | Brazílie | Kashima Soccer Stadium, Kašima diváci: 12,095 rozhodčí: Jun Lu (China) |
|                            | (Report) |          | Kashima Soccer Stadium, Kašima diváci: 12,095 rozhodčí: Jun Lu (China) |

| 2. června 2001 19:30 UTC+9 |          |                |                                                                             |
| Kamerun                    | 0 – 2    | Japonsko       | Niigata Stadium, Niigata diváci: 39,430 rozhodčí: Benito Archundia (Mexico) |
|                            | (Report) | Suzuki 8', 65' | Niigata Stadium, Niigata diváci: 39,430 rozhodčí: Benito Archundia (Mexico) |

| 4. června 2001 19:30 UTC+9 |          |          |                                                                                      |
| Brazílie                   | 0 – 0    | Japonsko | Kashima Soccer Stadium, Kašima diváci: 37,740 rozhodčí: Kim Milton Nielsen (Denmark) |
|                            | (Report) |          | Kashima Soccer Stadium, Kašima diváci: 37,740 rozhodčí: Kim Milton Nielsen (Denmark) |

| 4. června 2001 19:30 UTC+9 |          |        |                                                                          |
| Kamerun                    | 2 – 0    | Kanada | Niigata Stadium, Niigata diváci: 15,822 rozhodčí: Byron Moreno (Ecuador) |
| Tchoutang 48' Mboma 83'    | (Report) |        | Niigata Stadium, Niigata diváci: 15,822 rozhodčí: Byron Moreno (Ecuador) |

## Play off

### Semifinále
| 7. června 2001 17:00 UTC+9 |          |           |                                                                                             |
| Japonsko                   | 1 – 0    | Austrálie | Yokohama International Stadium, Jokohama diváci: 48,699 rozhodčí: Benito Archundia (Mexico) |
| Nakata 43'                 | (Report) |           | Yokohama International Stadium, Jokohama diváci: 48,699 rozhodčí: Benito Archundia (Mexico) |

| 7. června 2001 20:00 UTC+9 |          |           |                                                                                   |
| Francie                    | 2 – 1    | Brazílie  | Suwon World Cup Stadium, Suwon diváci: 34,527 rozhodčí: Gamal Al-Ghandour (Egypt) |
| Pirès 7' Desailly 54'      | (Report) | Ramon 30' | Suwon World Cup Stadium, Suwon diváci: 34,527 rozhodčí: Gamal Al-Ghandour (Egypt) |

### O 3. místo
| 9. června 2001 19:00 UTC+9 |          |          |                                                                          |
| Austrálie                  | 1 – 0    | Brazílie | Munsu Cup Stadium, Ulsan diváci: 28,520 rozhodčí: Hellmut Krug (Germany) |
| Murphy 84'                 | (Report) |          | Munsu Cup Stadium, Ulsan diváci: 28,520 rozhodčí: Hellmut Krug (Germany) |

### Finále
| 10. června 2001 19:00 UTC+9 |          |            | |
| Japonsko                    | 0 – 1    | Francie    | Yokohama International Stadium, Jokohama diváci: 65,533 rozhodčí: Ali Bujsaim (United Arab Emirates) |
|                             | (Report) | Vieira 30' | Yokohama International Stadium, Jokohama diváci: 65,533 rozhodčí: Ali Bujsaim (United Arab Emirates) |

## Vítěz
| Konfederační pohár FIFA 2001 Francie |